# Fisklösen (Ramsjö socken, Hälsingland)
Fisklösen är en sjö i Ljusdals kommun i Hälsingland och ingår i Delångersåns huvudavrinningsområde.